# 弗萊·奧托
弗萊·保羅·奧托（德語：Frei Paul Otto，德語發音：[ˈfʁaɪ ˈɔtoː]，1925年5月31日—2015年3月9日），德國建築師兼建築設計人士。1972年奧運會開幕式場地慕尼黑奧林匹克體育場的設計者。2006年英國皇家建築師協會頒發的皇家金獎章得主，同時也是2015年普立茲克獎得主。
奧托於2015年的普立茲克獎公佈前一天（2015年3月9日）逝世，終年89歲。

## 生平

### 早年
奧托於1925年5月31日出生於威瑪共和國薩克森州的凱姆尼茲。後來他在柏林工業大學修讀建築學，在二戰時期歐洲戰區的最後一年（1944年），奧托被納粹空軍徵入，擔任戰鬥機飛行員，後來他遭到俘虜，被拘禁於沙特爾的戰俘營。此期間的奧托與一位航空工程師學藝，但他們缺乏材料與急需住處，因此他們建了一個帳篷作臨時住宿。二戰結束後，奧托曾經短暫的在美國讀書，並曾經與埃瑞許·孟德爾松、路德維希·密斯·凡德羅、理查·努特拉和法蘭克·洛伊·萊特等建築師見面。

### 建築師生涯
1952年，奧托於德國開設了私人事務所，開始其建築生涯。兩年後他獲得了博士學位。1955年，他設計的鞍形索網音樂館於卡塞爾舉行的德國聯邦園藝博覽會獲得好評，也因此開始受人關注。
奧托專門從事輕量的抗拉式結構，為結構數學與民用工程開拓出新的一頁。1964年，奧托於斯圖加特大學創立了研究輕形結構的研究院，並擔任該研究院的教授直至他退職擔任大學教授為止。他的主要作品包括1967年加拿大蒙特利爾世界博覽會西德館與1972年夏季奧林匹克運動會的主場館。
在奧托去世前，他仍然是一位活躍的建築師和工程師，並多次作其師友馬哈茂德·博多·拉希一些於中東的項目的顧問。他最近一次的工作為與日本建築師坂茂合作建出屋頂結構完全是紙做的2000年漢諾威世界博覽會日本館，除此之外他也與SL Rasch合作，設計出委內瑞拉展館的頂篷。為了記念911襲擊事件與其受害者，早在2002年，奧托便設想把世界貿易中心一號大樓與二號大樓的地基用水淹蓋，四周由樹木環繞。他的計劃包括把世界上受戰火波及的國家以燈光標記，嵌在公園上，還有把死於911事件的人的名字放在一個不斷更新的板上。

### 逝世
奧托於2015年3月9日逝世，終年89歲。他在此之前被普利茲克建築獎官方確定為2015年的得主，而他的死導致普利茲克獎官方提前於3月10日公開宣佈奧托獲獎。而在較早前，奧托本人告訴記者他已經從該委員會的執行總裁瑪莎·索恩（Martha Thorne）得知他獲得此獎的消息，他表示：「我沒有做過些什麼以獲得這個獎。獲獎並不是我的人生目標。我嘗試去幫助所有窮人，我該在這裡說些什麼好呢——我很高興。」

## 作品
由奧托設計的部分建築物：
- 1967年 – 蒙特利爾世界博覽會西德館
- 1972年 – 慕尼黑奧林匹克體育場頂蓋
- 1985年 – 沙特阿拉伯杜懷伊宮（英语：Tuwaiq Palace）（與布羅哈布特工程師行（英语：BuroHappold Engineering）合作）
- 2000年 – 2000年德國漢諾威世界博覽會日本館（由布羅哈布特工程師行提供工程協助，與坂茂合作設計）與委內瑞拉館（與SL Rasch（英语：SL Rasch GmbH Special and Lightweight Structures）合作）的屋頂結構

- 慕尼黑奧林匹克體育場
- 1967年蒙特利爾世界博覽會西德館內部
- 2000年漢諾瓦世界博覽會日本館屋頂
- 曼海姆多功能禮堂（德语：Multihalle）

## 榮譽
- 1974年 – 托馬斯·傑弗遜建築獎章（英语：Thomas Jefferson Medal in Architecture）[7]
- 1980年 – 巴斯大學科學榮譽博士學位[8]
- 1996年/97年 – 沃爾夫藝術獎[8]
- 2005年 – 英國皇家建築師協會頒發的皇家金獎章（英语：Royal Gold Medal）[9]
- 2006年 – 高松宮殿下紀念世界文化建築獎[3]
- 2015年 – 普利茲克建築獎[5][6]

## 腳註
1. ↑  Pritzker Prize for Frei Otto, German Architect, Announced After His Death （页面存档备份，存于）, Robin Pogrebin, The New York Times, 10 March 2015
2. 1 2 3 4  . The Hyatt Foundation.   [11 March 2015]. （原始内容存档于2017-11-09）.
3. 1 2 3  . Praemium Imperiale.   [11 March 2015]. （原始内容存档于2015年9月24日）.
4. ↑  Fong, Mei. . Wall Street Journal. 11 January 2002  [2015-03-15]. （原始内容存档于2015-04-02）.
5. 1 2  . Pritzker Architecture Prize. 10 March 2015  [11 March 2015]. （原始内容存档于2016-03-15）.
6. 1 2 3 4  Pritzker Prize for Frei Otto, German Architect, Announced After His Death （页面存档备份，存于）, Robin Pogrebin, The New York Times, 10 March 2015
7. ↑  Cramer, James P.; Yankopolus, Jennifer Evans. . Greenway Communications,. 2005: 720. ISBN 9780975565421.
8. 1 2  Barnes, Michael; DIckson, Michael. . ICE Publishing. 1 November 2000: 19  [2015-03-15]. ISBN 978-0727728777. （原始内容存档于2015-04-02）.
9. ↑  The man with the golden pen, Building.co.uk, 2005 issue 08

## 外部連結
- ArchINFORM數據庫中弗萊·奧托的數據
- Frei Otto's official website （页面存档备份，存于）
- Japan Pavilion Expo 2000 – About the roof structure
- SL Rasch GmbH Homepage （页面存档备份，存于）